# Star Motor Company
Cet article concerne le constructeur anglais. Pour la voiture américaine, voir Star (automobile).

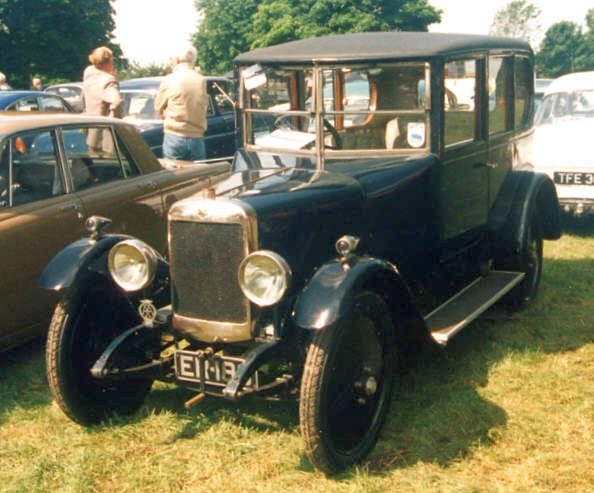
Berline 11.9, 1922

La Star Motor Company était un fabricant anglais de voitures et de véhicules utilitaires basé à Wolverhampton et actif entre 1898 et 1932. À son apogée, la Star fut le sixième plus grand constructeur automobile de la Grande-Bretagne et produisait près de 1 000 véhicules par an.

## L'histoire
La Star a été fondée par la famille Lisle qui, comme beaucoup d'autres constructeurs de véhicules, ont commencé par la fabrication de bicyclettes en 1893 en tant que Sharratt & Lisle. En 1896, le nom fut changé en Star Cycle Company.

### La fondation et les Vélos

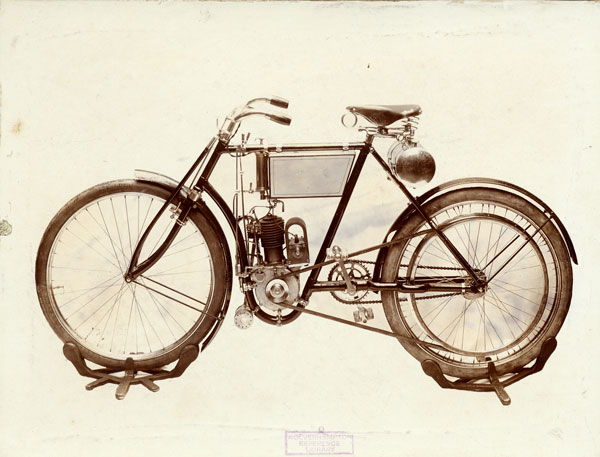
Motocyclette Star

Edward Lisle construisit son premier vélo au début des années 1870, et a eu tellement de succès en course qu'il a commencé à construire des vélos supplémentaires sur commande. En 1876, il s'associe avec William Sharratt pour augmenter la production, partenariat qui ne dura que trois ans. En 1883, Edward Lisle fonda la Star Cycle Company. En plus de bicyclettes de sécurité, des tandems et un Pedersen étaient proposés. En 1889, la société acheta une usine dans Stewart road et en 1899, la production atteint les 10 000 cycles par an. En 1904 la Star était le plus grand fabricant de vélos de Wolverhampton.

### L'Expansion et les Automobiles
La planification des voitures Star commença en 1897 lorsque la société acquit une voiture Benz 3.5 hp et l'utilisa comme base pour la conception de leur propre voiture. Les premiers véhicules ont été fortement influencées par les automobiles existantes et la 3.5 de 1898 était essentiellement un monocylindre 3.5 ch (2,6 kW) Benz communément appelée la Star-Benz; elle avait deux vitesses, une transmission par chaîne, des roues à rayons, un éclairage à l'acétylène, un allumage électrique, et des pneumatiques standard Clipper, proposée à ₤189. La Star a ensuite acheté les droits pour produire les voitures Star-Benz à Wolverhampton et a commencé la production à l'usine de Stewart road. Les voitures sont dès lors vendues sous le nom de Star Motor Company, une filiale enregistrée de Star Engineering Limited, qui adopta une politique de production autant que possible en interne. En 1899, une voiture était produite par semaine, et durant cette première année eût lieu la première vente à l'exportation, à Auckland, en Nouvelle-Zélande. Les exportations devinrent une ressource importante de l'entreprise Star, en particulier en Australie et en Nouvelle-Zélande. La Star-Benz s'est bien vendue et près de 250 furent faites. Les voitures coûtait initialement 189 £ mais en 1900 le prix tomba à 168 £ et la société en produisait 20 par semaine.

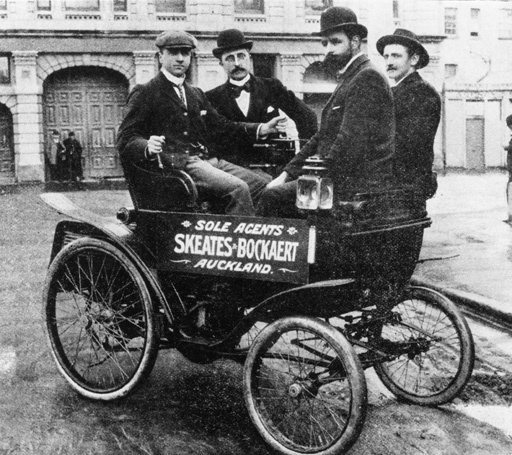
En 1898, une Star à Auckland, Nouvelle-Zélande

En 1891 Lisle avait adopté une étoile à 6 branches comme logo, ce qui conduit à des poursuites contre Mercedes lorsque ceux-ci adoptèrent l'étoile à trois branches, et en 1902, il fut constaté que Mercedes avait violé le droit d'auteur de la Star. En 1900 la production avait augmenté, et des ateliers supplémentaires furent installés à Dudley road, Nelson road, Stewart road, Ablow road et Dobb road. Un modèle à deux cylindres et trois vitesses apparut cette même année au Richmond Automobile Club Show. Encouragée par le fondateur Edward Lisle, une voiture fut inscrite au 1000 Miles' Trial (où elle s'est avérée fragile), ainsi qu'à "tous les tests ou compétitions auxquelles elles étaient admissibles". En 1901 apparurent les 7 et 10 munies de moteurs bicylindres verticaux De Dion-Bouton et, en 1902, une quatre cylindres de 20 cv est ajoutée. En 1902, la Star Motor Company changea son nom en Star Engineering company. L'entreprise s'est rapidement étendue et diversifiée, élargissant les ateliers de la Stewart road et obtenant des locaux supplémentaires dans les rues adjacentes. En 1903, copiant le principal fabricant, Mercedes, Star introduit une 12 hp à quatre cylindres, et établit un record de 39 miles/h (63 km/h) sur une distance de 2 miles (3,2 km) effectué dans le Comté de Cork, en Irlande, sous les auspices de l'Irish Automobile Club. En outre, deux Stars ont couru à l'Île de Man les courses de qualification pour la Coupe Gordon Bennett, mais aucune des voitures de 10 litres ne l'emporta. À partir de 1904 la production se focalise sur les modèles quatre cylindres.

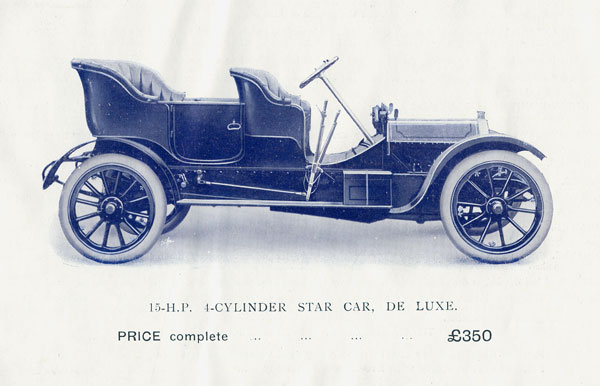
15 H. P. de luxe, 1910

La société a construit une nouvelle usine en 1903, sur 40 000 pieds carrés dans Frédéric road. La Star a pu commencer à créer ses propres véhicules plus avancés et, la même année, plusieurs nouveaux modèles sont proposés. La "Little Star", modèle sorti en début de 1904, qui avait un moteur bicylindre 7 cv, vendue pour 175 £ fut particulièrement populaire.
En 1906, il y eut une nouvelle quatre cylindres de 3 261 cm3 14 ch, ainsi qu'une nouvelle six cylindres de 6 227 cm3 30 cv, qui passa à 6 981 cm3 en 1909, et fut proposée jusqu'en 1911. La Star continua à produire des modèles bien conçus jusqu'à l'éclatement de la guerre en 1914, ajouta alors une gamme de fourgonnettes et de camions et devint l'un des six plus grands fabricants automobiles anglais.
La Star Cycle Company gérée par le fils de Lisle, également appelé Edward, avait continué à construire des bicyclettes et des motocyclettes et entra en 1905 dans l'industrie automobile de plein droit, produisant une 940 cm3 à moteur De Dion, à deux places, appelée la Starling. En 1907, il y eut une 1 296 cm3 monocylindre et une 1 531 cm3 bicylindres et la Stuart (la Starling après 1907), avec des châssis produits par Hopper, un fabricant de cycles à Barton-upon-Humber (qui les vendait comme Torpedos). Pour éviter la confusion, une nouvelle société fut fondée en 1909, la Briton Motor Company, et les produits portèrent la marque Briton. Les deux premières voitures furent une 2 282 cm3 bicylindre 12 ch et une 2 413 cm3 14 ch à quatre cylindres qui devint disponible sous la marque Star en 1910.
Star prit le parti de ventes à l'exportation, et obtint des succès dans des courses en Afrique du Sud, où la 14 ch gagna la Course de côte du Transvaal Automobile Club, et en Nouvelle-Zélande le championnat national de courses de côtes.
En 1913, il y eut une Briton 1 743 cm3 qui devint la 10/12 en 1914. Les Star se défendirent très bien en 1909 à l'Irish Reliability Trial, alors qu'une 12 hp remporta sa classe dans toutes les courses de côte du Scottish Automobile Club, où une nouvelle 2 862 cm3 de 15 hp (en fait 19,6 hp) fit ses débuts; un succès qui durera trois ans.
En 1912, la Star introduit la15,9 hpà carrosserie torpedo, munie d'un quatre cylindres de 3 016 cm3 et d'un nouveau radiateur "bullnose", à l'origine pour l'exportation, qui s'est avéré esthétique et a été adopté pour tous les modèles. C'était une voiture rapide, parcourant un essai RAC de 1 289 km à Brooklands en tenant une moyenne de 107,42 km/h cette année-là. La 15.9 restera en production jusqu'en 1922.

### Première Guerre mondiale
Comme de nombreuses entreprises au cours de la Première Guerre mondiale, Star fut placé sous le contrôle du gouvernement pour consacrer sa production à l'effort de guerre. Des véhicules utilitaires ont été faits pour les Britanniques, les Français et les troupes russes, mais la principale contribution est la production d'ailes d'avion et de pièces pour mines. En 1918, la société a accepté une commande de 400 moteurs Renault V8 mais n'en construisit que 12 avant la fin de la guerre où les contrats militaires furent annulés.

### L'après-guerre
Après la guerre, les prix du marché automobile fluctuèrent considérablement. L'inflation fit grimper les prix de certaines voitures Star au-dessus de 1 000 £, les rendant invendables. Cependant, à mesure que l'économie entra en récession, les prix chutèrent de façon spectaculaire et Star fut en mesure de présenter une nouvelle gamme de modèles à un prix plus raisonnable. La 11.9 hp se vendit bien à un rythme de 20 par semaine pendant les années suivantes.
La production de voitures reprend en 1919 avec la 15,9 ch d'avant-guerre, la 20.1 hp de 3 815 cm3 et la Briton 10/12, et au début des années 1920, les Star étaient produites à 1 000 voitures par an dans leurs ateliers exigus. Un nouveau modèle plus actuel, avec un 1 795 cm3 à soupapes latérales fut introduit en 1921, toujours de la même haute qualité de fabrication.

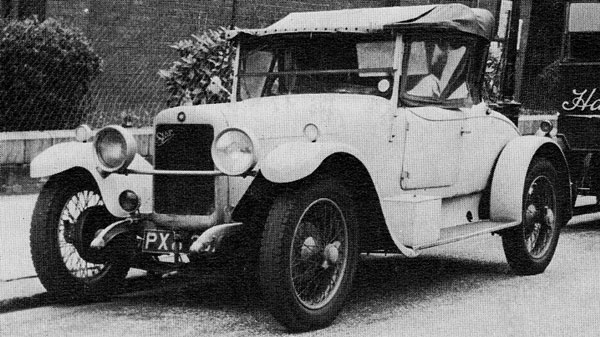
14-40 deux places, quatre cylindres de 2 litres à soupapes en tête, en 1926

La mort du fondateur Edward Lisle en 1921 fut un coup dur pour l'entreprise. À ce moment, la Star tentait de renflouer la Briton Motor Company malade, ce qui mettait beaucoup de pression sur la société. Edward fut remplacé par Joseph  (anciennement à la tête de la Star Engineering). En dépit de ces revers, Star aligne deux 11.9 hp dans les Scottish Six Days' Light Car Trials, se plaçant à la première et la deuxième place aux mains de R. de Lisle, et G. G. Cathie; la voiture gagnante fut vendue en Nouvelle-Zélande, où elle s'est montrée dominante dans les courses locales, alors qu'une autre 11.9 balaya le 1000 Mile Alpin Test Australien. Cette voiture devint avec un 1 945 cm3 la 12/25 en 1924, suivi par une 12/40 à soupapes en tête avec des freins aux quatre roues (une rareté pour l'époque) et une boîte à quatre vitesses, capable de 129 km/h. Elle fut rejointe par une 18/40 six cylindres, ainsi que des camions de 1270 kg, 1520-2030 kg, et 2500-3050 kg, tous alimentés par le moteur 12/25. Star évita tout dommage majeur par la vente des installations de la Briton Motor, ce qui lui permit de tenir à nouveau des niveaux de production à la hausse.
Briton fut en 1922 une victime du marasme économique de l'après-guerre, et fut rachetée par C. A. Weight; les quatre dernières Briton étant exportées vers l'Australie en 1929.

### Les dernières Années et la Reprise

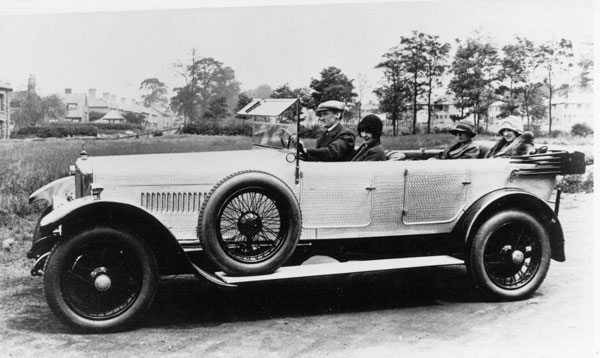
Mercury

Malgré des niveaux de production record entre 1921 et 1925 de près de 1000 voitures par an, la Star ne faisait pas beaucoup de profit sur les ventes. La société poursuivit la mise au point de nouveaux modèles, mais le temps passé à fabriquer les composants et à l'assemblage des voitures les rendaient très chères par rapport à des entreprises comme Austin et Morris. Les techniques de production de masse embrassées par ces entreprises leur ont permis de produire leurs voitures à un prix bien plus bas, si bien que la Star, continuant à produire des voitures de même qualité et fiabilité, finit par se trouver exclue du marché. Combinée avec la récession de la fin des années 1920, la Star ne put produire que 105 voitures en 1927.

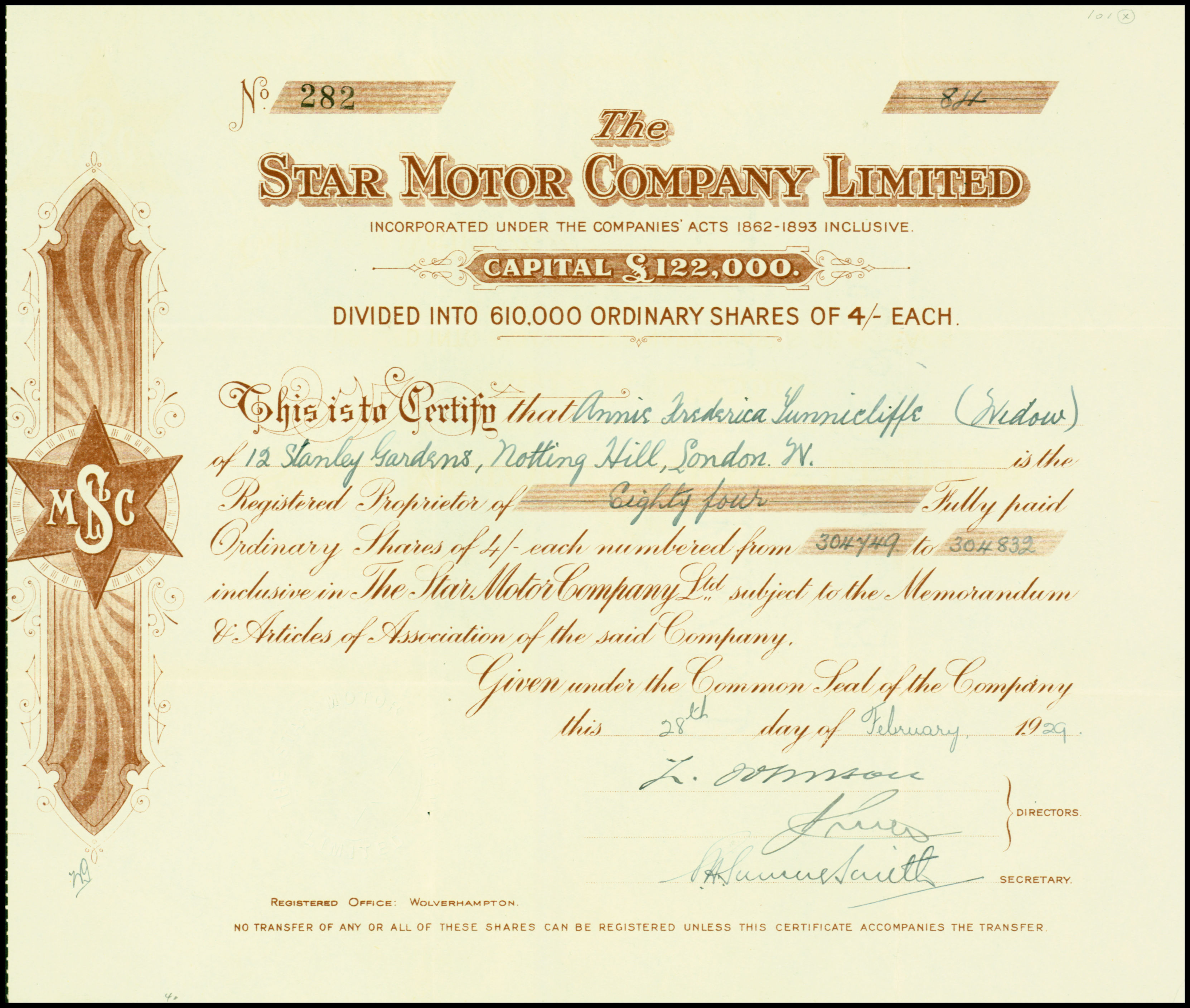
Action de la Star Motor Company Ltd. en date du 28 fevrier 1929

Avec comme résultat que l'entreprise devint précaire, et en 1928 un concurrent de Wolverhampton, le fabricant Guy Motors, prit le contrôle par le biais d'un échange d'actions. La Star a continué à exister en tant que société distincte, sous le nom de Star Motor Company Limited. Dans le cadre de cette nouvelle entente, l'ancienne usine de la Rue Frederick fut fermée et vendue et la production déplacée vers un autre site sur Showell Lane dans Bushbury près de l'usine Clyno. De là vint la nouvelle 18/50, une six cylindres de 2 470 cm3, avec des chemises de cylindre humides, des bielles en duralumin, des pistons en aluminium, un vilebrequin monté sur sept paliers à roulements à billes, qui furent construites en 1930, et nommées Comet et Planet. Les voitures Star étaient maintenant entièrement construites sous un même toit, alors que l'effectif descendit à 250 personnes et la gamme réduite afin de limiter la concurrence avec les produits Guy.

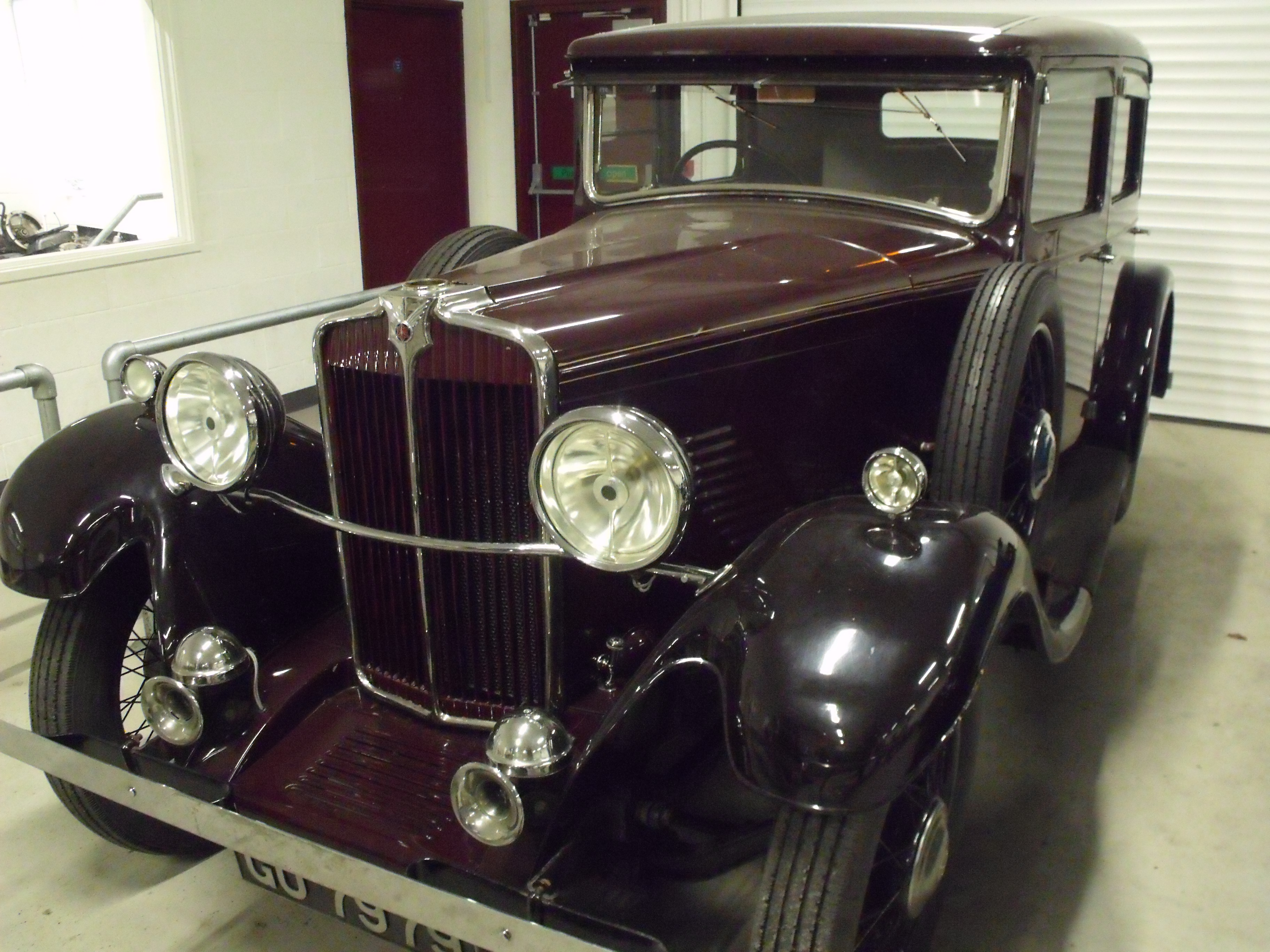
La Comet 18, 1931

Sous la direction de Guy, la Star a continué à produire des voitures de qualité, bien que beaucoup trop chères pour des gens ordinaires. Les modèles "Comet", "Planet" et "Jason" ont été introduits dans les années 1930, la 18/50 hp. 'Jason' étant la plus populaire, vendue au prix de 595 £. Différentes versions de ces modèles ont été proposés, y compris des coupés, des limousines et des randonneuses. Malgré cela, une perte est encore faite sur chaque modèle vendu, et comme Guy avait ses propres problèmes financiers, il n'était pas envisageable de moderniser l'usine Star de Bushbury. Sans autre possibilités, un séquestre fut nommé sur Star en mars 1932. Les pièces détachées et les droits de fabrication de la société furent vendus à McKenzie et Denley (Birmingham), qui a continué à avoir des voitures Star et des pièces détachées au catalogue jusqu'en 1962, alors que l'usine de Bushbury fut rachetée par Manley & Regulus, qui produisaient des raccords de plomberie.

## Voitures Star (principaux modèles)
| Modèle         | Année     | Production approximative | Moteur                               | Notes |
| -------------- | --------- | ------------------------ | ------------------------------------ | --- |
| 3.5            | 1898-1902 |                          | 1 296 cm3 monocylindre               | [ 11 ] |
| 7 hp           | 1900-1904 |                          | 1 104 cm3 bicylindre                 | Moteur De Dion. |
| 10 hp          | 1902-1903 |                          | 2 588 cm3 bicylindre                 | 12 ch (8,9 kW) à 800 tr/min. |
| 20 hp          | 1902-1903 |                          | 5 176 cm3 quatre cylindres           | 24 ch (18 kW) à 800 tr/min. |
| 12 hp          | 1904      |                          | 2 830 cm3 quatre cylindres           | 16 ch (12 kW) à 1000 tr/min. |
| 18 hp          | 1904-1908 |                          | 4 170 cm3 quatre cylindres           | [ 11 ] |
| 24 hp          | 1904      |                          | 4 815 cm3 quatre cylindres           | [ 11 ] |
| 15 hp          | 1909-1913 |                          | 2830/3160/3 459 cm3 quatre cylindres | 2 830 cm3 en 1909. Empattement de 3,07 m.                                                                                       |
| 30 hp          | 1906      |                          | 4740/6 980 cm3 six cylindres         | Empattement de 3,04 m. |
| 40 hp          | 1907-11   |                          | 6 980 cm3 six cylindres              | Empattement de 3,55 m. |
| 15.9           | 1913-1924 | 800                      | 3 012 cm3 quatre cylindres           | Boite à quatre rapports. En châssis seul, entre 750–825 £.                                                                      |
| 20.1           | 1912-1923 | 100                      | 3 815 cm3 quatre cylindres           | Même moteur que la 15.9 mais avec un alésage plus grand.                                                                        |
| 11.9           | 1921-1923 | 2000                     | 1 795 cm3 quatre cylindres           | Boite à trois vitesses. La berline coûte 750 £.                                                                                 |
| Six            | 1923-1927 | 250                      | 2916 ou 3 265 cm3 six cylindres      | Versions à 18 et 20 ch. Freins sur les quatre roues en option en 1924, standard à partir de 1925. Vitesse maximale de 110 km/h) |
| 14/30 et 14/40 | 1924-1927 | 1000                     | 2176 ou 2 120 cm3 quatre cylindres   | Freins sur les quatre roues en option. Boîte à quatre vitesses.                                                                 |
| 12/25 et 12/40 | 1923-1928 | 2000                     | 1 945 cm3 quatre cylindres           | Boite à quatre vitesses. Le moteur 12/40 fut le premier Star à soupapes en tête.                                                |
| 18/50          | 1926-1932 | 1000                     | 2470/2 920 cm3 six cylindres         | Nommés Jason en 1928, Comet 18/50 en 1930 et Comet 18 en 1931.                                                                  |
| 20/60          | 1928-1932 | 175                      | 3180/3 620 cm3 six cylindres         | Nommée Comet 20/60 puis Planet 21.                                                                                              |
| Planet 21      | 1928-1932 |                          | 3180/3 620 cm3 six cylindres         | La Planet 24 eut le plus gros moteur. Berline Hector, coupé Perseus et randonneuses.                                            |
| Comet 14       | 1932      | peu.                     | 2 100 cm3 six cylindres              | Berline ou coupé. Freins Bendix.                                                                                                |